# Ricardo Caruso Lombardi
Ricardo Daniel Caruso Lombardi (Buenos Aires, 10 febbraio 1962) è un allenatore di calcio ed ex calciatore argentino, di ruolo centrocampista.

## Carriera

### Giocatore
Lombardi ha cominciato nell'Argentinos Juniors nel 1981. La sua carriera si è sviluppata quasi del tutto nelle serie inferiori argentine tranne che nel 1984, giocato nel Club Atlético Atlanta in Primera Division.
Nel 1986 era nella rosa del Deportivo Italiano, squadra che ha vinto il titolo della Primera B.

### Allenatore
Dopo il ritiro come calciatore, ha cominciato ad allenare, guidando molte squadre delle serie inferiori. Nel 1995-1996 ha vinto il titolo di Primera B Metropolitana con il Club Sportivo Italiano e nel 2004-2005 ha portato il Club Atlético Tigre al titolo della serie B Metropolitana.
Durante il Campionato di Apertura 2007 era in carica all'Argentinos Juniors, fino alle dimissioni e nonostante un'importante vittoria per 3-2 contro il Boca Juniors, avvenuta appena tre settimane prima. È stato in seguito messo sotto contratto dal Newell's Old Boys Rosario, squadra in lotta per non retrocedere. Con questa squadra ha ottenuto la seconda vittoria sul Boca nell'Apertura 2007, battendoli per 1-0 il 30 settembre 2007. Il 24 febbraio 2009 è divenuto il nuovo allenatore del Racing Club di Avellaneda, firmando un contratto di due anni. Si dimette nell'ottobre successivo, a seguito degli scarsi risultati ottenuti in campionato.
Nel 2010 firma per il Tigre. Il 30 dicembre viene sostituito da Rodolfo Arruabarrena. Il 7 marzo 2011 viene ingaggiato dal Quilmes Atlético Club in sostituzione di Leonardo Madelón. Nel novembre successivo lo sostituisce Omar De Felippe. 
Nel marzo del 2012, il San Lorenzo lo chiama nel tentativo di evitare la retrocessione in Primera B Nacional; consegue l'obiettivo richiesto dopo una spettacolare rimonta nelle ultime partite del Clausura 2012, e dopo lo spareggio promozione/retrocessione contro l'Instituto. L'ottenimento della salvezza gli vale la riconferma per la stagione successiva dove tuttavia non riesce ad ottenere risultati soddisfacenti e viene così sostituito da Juan Antonio Pizzi.
Nel marzo 2013 viene ingaggiato dall'Argentinos Juniors, con cui nel 1981 aveva debuttato nel massimo campionato argentino.
Il 10 dicembre 2013, dopo una breve riunione con la dirigenza, rescinde con l'Argentinos Juniors.

## Palmarès

### Giocatore
- Primera B: 1

Club Sportivo Italiano: 1985-1986

### Allenatore
- Primera B Metropolitana: 2

Club Sportivo Italiano: 1995-1996
Club Atlético Tigre: 2004-2005